# Fel Andar
Fel Andar è un personaggio della DC Comics, e uno degli alter ego del supereroe Hawkman. Ci furono due versioni di Fel Andar: la versione pre-Hawkworld (di nome Fell Andar) e fu creato da Tony Isabella e Richard Howell, mentre la versione post-Hawkworld fu creata da John Ostrander e Graham Nolan.
Fel Andar fu creato dopo il rinnovamento del personaggio di Hawkman da parte della DC, dopo la pubblicazione della miniserie Hawkworld nel 1989, come rinforzo di Katar Hol nelle avventure post-Crisi e post-Hawkworld di Katar, inclusa una breve adesione alla Justice League International.

## Storia

### Pre-Hawkworld
Comparendo per la prima volta in The Shadow War of Hawkman, l'agente Thangariano Fell Andar guidò una squadra sulla Terra per rubare la tecnologia delle Aquile (Hawks). In quel periodo, Thanagar era un impero fascista e voleva espandersi su tutto l'universo, cominciando proprio dalla Terra. Dato che persero la propria tecnologia durante la piaga dell'Equalizzatore, le Aquile erano gli unici a possederne una determinata quantità solo perché si trovavano fuori dal proprio pianeta. Andar prese il controllo della nave spaziale, ma le Aquile la sabotarono e la fecero schiantare. La battaglia tra Andar e le Aquile vide queste ultime vittoriose.
Successivamente, in Hawkman Special n. 1, il fantasma di Andar comparve nei sogni di Katar Hol mentre superava le recenti scomparse di Matt Travis, di Gentleman Ghost e molti altri.

### Post-Hawkworld
Anni prima degli eventi descritti nella storia Invasione!, Fel Andar, una spia Thanagariana sulla Terra, si innamorò di una donna terrestre, Sharon Parker. Si sposarono ed ebbero un figlio, Ch'al Andar, tradotto nel terrestre Charley. Quando Charley aveva quattro anni, Thanagar chiamò Andar in servizio attivo ordinandogli di infiltrarsi nella Justice League come secondo Hawkman.
Non disse mai ai suoi superiori di suo figlio. Sharon fu sottoposta a lavaggio del cervello, costringendola ad assumere l'identità di Hawkwoman.
Determinato ad ottenere la fiducia dei suoi compagni di squadra, Andar affermò di essere il figlio di Carter e Shiera Hall, Carter Hall Jr., e che stava lavorando in realtà per la futura alleanza aliena. Quando Hawkwoman seppe della copertura, rivelò la vera identità di Fel Andar a Martian Manhunter e Maxwell Lord. Dopo essersi battuto contro entrambi, fuggì su Thanagar ma non prima di aver ucciso Sharon per il suo tradimento.
Fel Andar desiderava restare sulla Terra, ma fu costretto a ritornare su Thanagar dal ritorno di Carter Hall dal limbo. Tornato sul suo pianeta natale fu condannato al carcere a vita e dovette lasciarsi suo figlio alle spalle. Andar comparve altre due volte nella vita di suo figlio. Piazzò l'armatura da combattimento che Charley avrebbe utilizzato come Golden Eagle, così che Adam Strange avrebbe potuto trovarlo facilmente. E fu Andar, non il Metallo Nth presente nella sua armatura a salvarlo dall'annegamento per mano della Wildebeest Society, durante la storia Titans Hunt. Durante il secondo incontro con suo figlio, Andar fu ricatturato e riportato su Thanagar.
Durante gli eventi della guerra tra Rann e Thanagar, mentre tentava di ridimersi per i suoi crimini e di farsi perdonare da suo figlio, Andar morì per mano di Komand'r.

## Altri media

### Televisione
Il nome di Hro Talak, personaggio presente nella puntata "Viaggio interstellare" della serie animata Justice League, è un anagramma del nome Katar Hol. I produttori della serie Justice League originariamente volevano che Hro Talak fosse la loro versione di Hawkman per la serie, ma la DC Comics rifiutò di permetterlo in quanto, Hro Talak, era essenzialmente un criminale. Introdussero invece Carter Hall nell'ultima stagione di Justice League Unlimited, il cui nome, in passato, fu Katar Hol. Hro Talak si può paragonare, o si può dire che sia basato, al personaggio di Fel Andar.